# هايزون موتورز
هايزون موتورز أو هايزن موتورز (بالإنجليزية:Hyzon Motors) هي شركة سيارات أمريكية متخصصة في خلايا الوقود والمركبات الهيدروجينية، مقرها الرئيسي في روتشستر، نيويورك.

## هايزون موتورز الشرق الأوسط
وقعت شركة هايزون موتورز على مذكرة تفاهم مع المجموعة الحديثة الاستثمار الصناعي القابضة وشركة نيوم لإنشاء شركة مشتركة باسم هايزون موتورز الشرق الأوسط من أجل تطوير مصنع تجميع سيارات تعمل بالطاقة الهيدروجينية في مدينة نيوم.